# Exton (Rutland)
Pour les articles homonymes, voir Exton.
Exton est un village du Rutland, en Angleterre. Il est situé à environ 8 km au nord-est de la ville d'Oakham, au nord du réservoir de Rutland Water. Au recensement de 2011, la paroisse civile d'Exton, qui incluait également le hameau de Whitwell, comptait 607 habitants.
Le 1er avril 2016, les paroisses civiles d'Exton et du village voisin de Horn ont fusionné au sein de la nouvelle paroisse civile d'Exton and Horn.